# Przyłbica

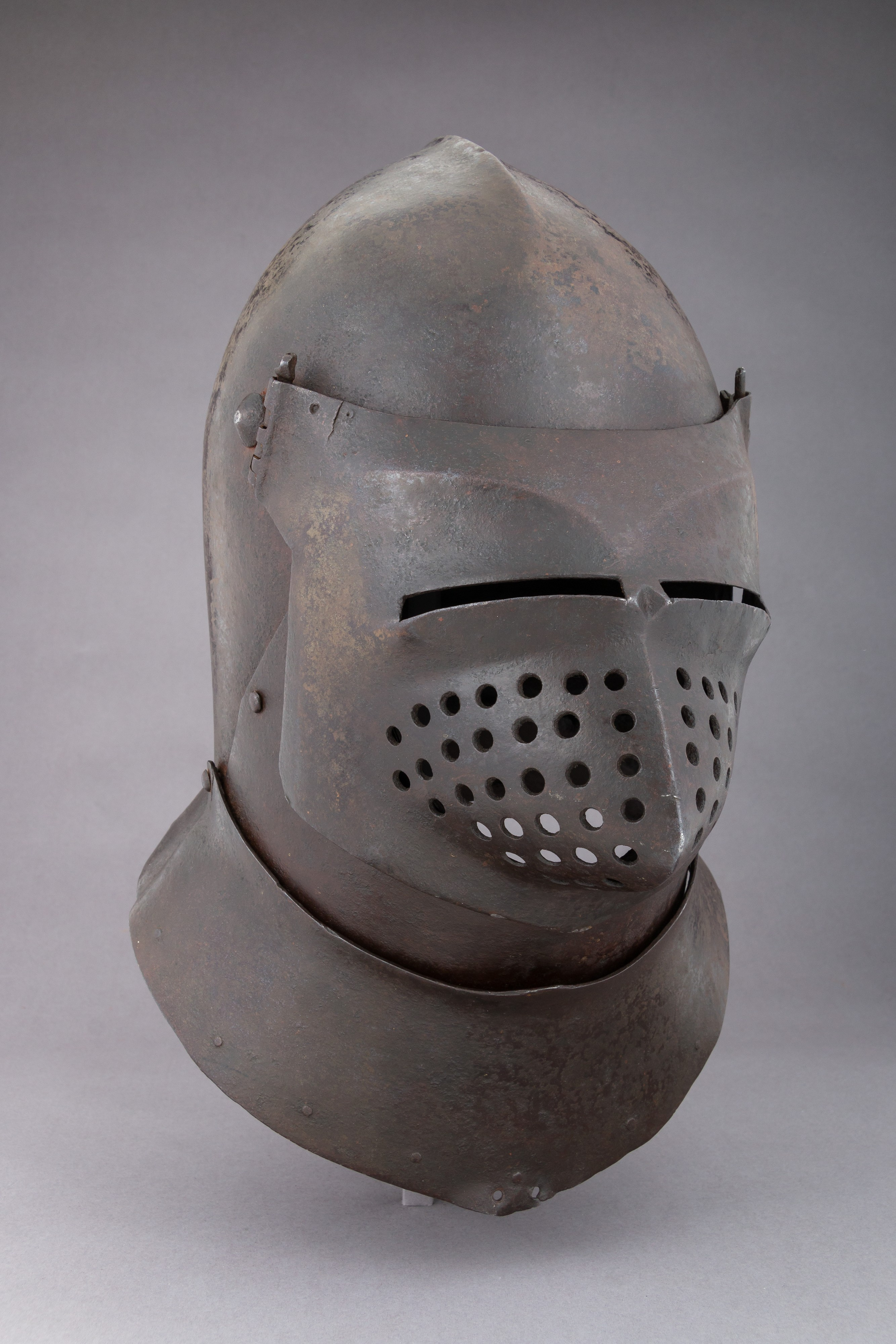
Przyłbica, połowa XV w.

Przyłbica  – rodzaj hełmów zamkniętych wyposażanych w podnoszoną zasłonę twarzy w formie profilowanej płyty. Przyłbice cieszyły się szczególną popularnością w XIV-XVII w. wśród ciężkiej jazdy (zwłaszcza rycerstwa).

## Budowa

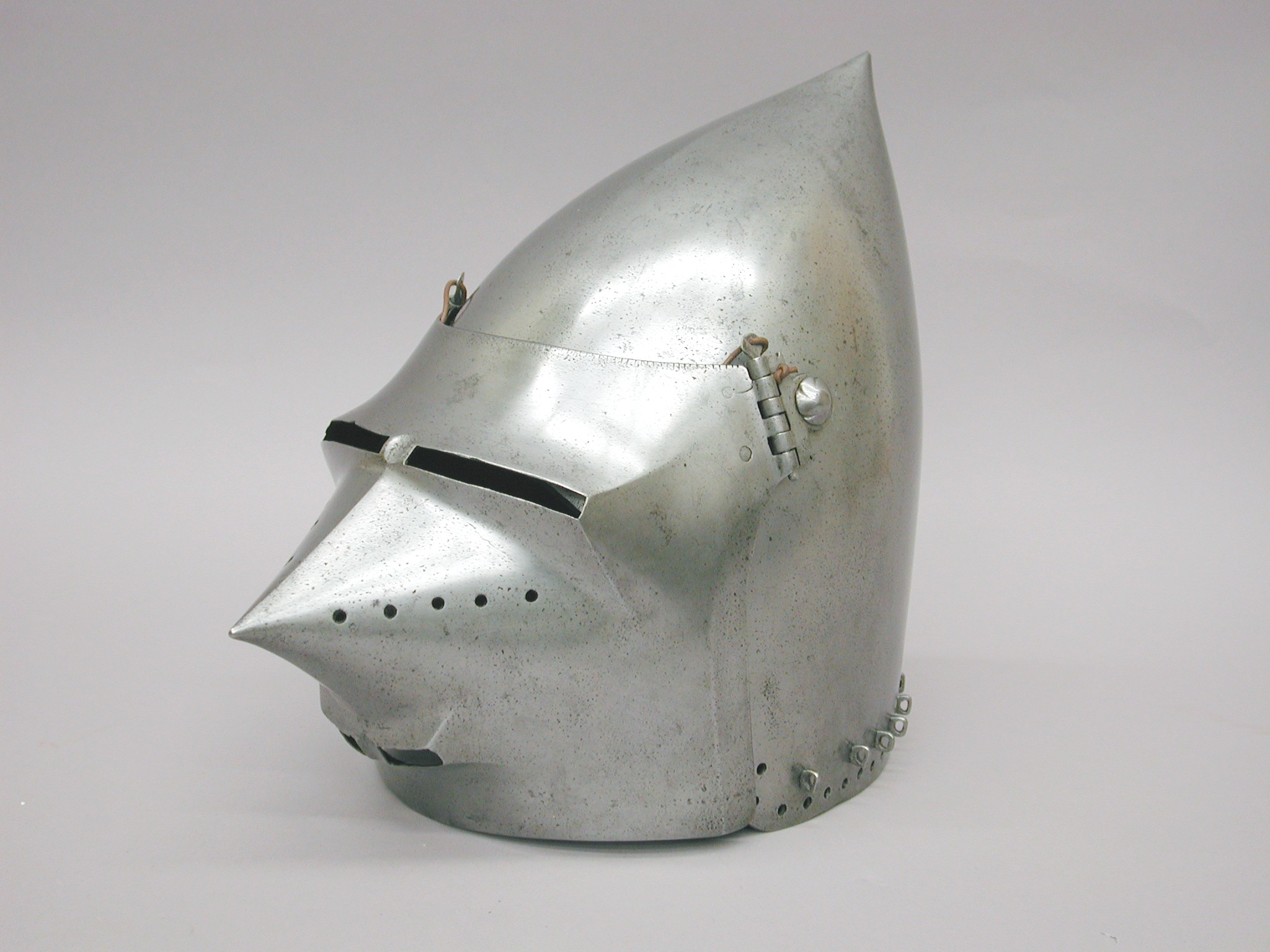
Przyłbica z zasłoną typu „psi kaptur”

Przyłbica wyewoluowała z basinetu poprzez dodanie do jego dzwonu podnoszonej zasłony. We wczesnej formie posiadała najczęściej silnie stożkowaty dzwon ułatwiający ześlizgiwanie się cięć zadawanych bronią białą. W późniejszej formie dzwony przyłbic przybierały kształt bardziej opływowy (często zwieńczany grzebieniem), a także wyposażane były w bardziej zaawansowane elementy jak np. rozpinane policzki (zob. armet). 
Zasłony przyłbic przybierały różnorakie formy, przy czym najczęściej starano się profilować je tak aby ułatwiały ześlizgiwanie się pchnięć (szczególnie zadawanych kopią). Pod koniec XIV wieku upowszechniła się przyłbica o wydłużonej zasłonie twarzy, mająca kształt półkolisty lub szpiczasty (przypominający psi pysk; czasem można się spotkać z niemiecką nazwą Hundsgugel – dosłownie „psi kaptur”).

## Zastosowanie
Przyłbic używała głównie ciężka jazda, po pierwsze z racji wysokiego kosztu, po drugie konstrukcji mającej zapewnić dobrą ochronę w czasie walki na kopie. Do walki pieszej wielu rycerzy podnosiło zasłonę, co zapewniało lepszą widoczność.
Przyłbica zniknęła z pól bitewnych wraz z rycerstwem w ciągu wieku XVI, jednak nieco dłużej znajdowała zastosowanie jako hełm turniejowy oraz paradny (na przykład jako część zbroi królewskich).

## Przyłbicawe frazeologii polskiej
Współcześnie przyłbica jest często błędnie utożsamiana z samą zasłoną, która była jedynie elementem tego hełmu.
Jako że przyłbica to hełm z ruchomą zasłoną, a nie sama zasłona, wyrażenie „walczyć z podniesioną przyłbicą” uznawane jest za błędne przez część normatywistów, którzy opowiadają się za formą „walczyć z otwartą przyłbicą”, czyli z podniesioną zasłoną. Taki sposób walki był uważany podczas pojedynków w szrankach za wyjątkowo odważny, czy wręcz szalony, gdyż kopie przy uderzeniu rozpadały się na ostre drzazgi, które mogły zranić oczy lub nawet zabić.
Z czasem przeniesiono to powiedzenie na ludzi występujących w jakiejś sprawie jawnie, otwarcie, nic nie ukrywając. Prawdopodobnie w XIX wieku, w epoce mody na średniowiecze, w jednej z licznych powieści romantycznych przekręcono ten idiom (być może doszło do kontaminacji pod wpływem wyrażenia „z podniesionym czołem”) i dziś używany jest on także w tej zniekształconej wersji. Kwestionowana forma zadomowiła się jednak na tyle mocno w polszczyźnie, że słowniki ją sankcjonują.
„Przyłbicą ochronną” nazywane są obecnie urządzenia chroniące twarz przed zarażeniem wirusem podczas występowania pandemii COVID-19.